# Insurrextion 2001
Insurrextion 2001 è stata la seconda edizione dell'omonimo pay-per-view prodotto dalla World Wrestling Federation. L'evento si è svolto il 5 maggio 2001 all'Earls Court Exhibition Centre di Londra.

## Risultati
| # | Incontri                                                                                             | Stipulazioni                                      | Durata |
| - | --- | ------------------------------------------------- | ------ |
| 1 | Eddie Guerrero ha sconfitto Grand Master Sexay                                                       | Single match                                      | 04:30  |
| 2 | Dean Malenko, Perry Saturn e Terri Runnels hanno sconfitto Crash Holly, Hardcore Holly e Molly Holly | Six-person mixed tag team match                   | 05:37  |
| 3 | Bradshaw ha sconfitto Big Show                                                                       | Single match                                      | 03:20  |
| 4 | Edge e Christian hanno sconfitto The Dudley Boyz, The Hardy Boyz e Justin Credible e X-Pac           | Fatal four-way tag team elimination match         | 13:20  |
| 5 | Chris Benoit ha sconfitto Kurt Angle                                                                 | Two-out-of-three falls match                      | 14:23  |
| 6 | Chris Jericho ha sconfitto William Regal                                                             | Single match                                      | 14:46  |
| 7 | The Undertaker ha sconfitto Steve Austin (c) e Triple H (con Stephanie McMahon                       | Two-on-one handicap match per il WWF Championship | 17:12  |